# Жирар, Нарсис
Нарсис Жирар (фр. Narcisse Girard; 28 января 1797, Нант, — 17 января 1860, Париж) — французский скрипач и дирижёр.

## Биография
Учился в Неаполитанской, затем в Парижской консерватории у Пьера Байо (скрипка) и Антонина Рейхи (композиция). Окончив консерваторию в 1820 году, Жирар несколько лет гастролировал по Италии, а с 1829 года работал с различными парижскими оркестрами: сперва в Итальянской опере, затем с 1836 года в Опера Комик, а в 1849—59 годах с Оркестром концертного общества Парижской консерватории. Наиболее значительные из данных им премьер — «Гарольд в Италии» Гектора Берлиоза (1834), оперы Жака Мейербера «Пророк» (1849) и Шарля Гуно «Сафо» (1851).
Преподавал в Парижской консерватории, среди его учеников Эдуар Колонн и Шарль Ламурё.
Умер в антракте оперного спектакля, продирижировав тремя актами «Гугенотов» Мейербера.